# 成川駅
成川駅（ソンチョンえき、朝: 성천역）は、朝鮮民主主義人民共和国の平安南道成川郡にある、朝鮮民主主義人民共和国鉄道省が管轄する鉄道駅である。

## 隣の駅
鉄道省
平徳線
百源駅 - 成川駅 - 三徳駅